# Elián González

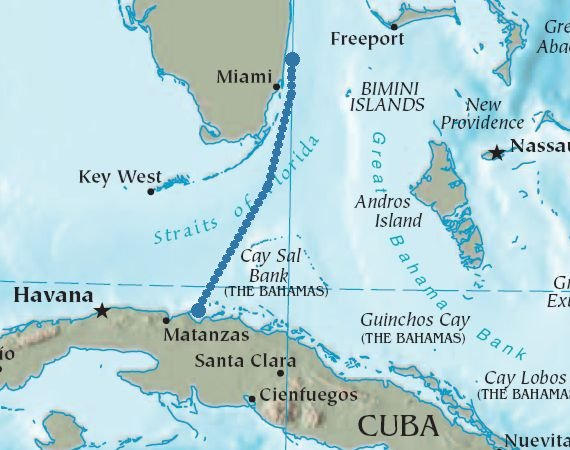
Eliáns Reiseweg

Elián González Brotons (* 6. Dezember 1993 in Cárdenas) ist ein kubanischer Politiker. Er stand 1999/2000 im Mittelpunkt eines Sorgerechtsstreits, der zu einer politischen Auseinandersetzung zwischen den USA und Kuba führte.

## Flucht aus Kuba und Auseinandersetzung um die Rückkehr
Elián González, Sohn von Juan Miguel González Quintana und Elizabeth Brotons Rodríguez, ist ein kubanischer Staatsbürger, der im November 1999 als fast Sechsjähriger von seiner Mutter bei deren Versuch, in die USA zu flüchten, aus Kuba mitgenommen wurde. Bei diesem Versuch ertrank die Mutter zusammen mit zehn weiteren Menschen infolge eines Schiffbruches; Elián trieb, ebenso wie zwei andere Überlebende, auf einem Reifenschlauch nach Florida und wurde von einem Fischer gerettet.
Aufgrund der Einwanderungsgesetze der USA wird Kubanern, die ihr Land verlassen und das Territorium der USA erreichen, grundsätzlich gewährt, im Land zu bleiben. Einige von Eliáns amerikanischen Verwandten und verschiedene Anti-Fidel-Castro-Organisationen verlangten, dass aufgrund dieser Rechtslage Elián in den USA bleiben sollte. Andererseits hatte ihn seine Mutter anscheinend ohne das Wissen und Einverständnis des Vaters, Juan Miguel González, aus Kuba mitgenommen, so dass neben der Frage des politischen Asyls dieser Fall auch unter dem Gesichtspunkt des Sorgerechtes zu beurteilen war. Die kubanische Regierung, nach einiger Zeit auch die Einwanderungs- und Einbürgerungsbehörde der USA und das amerikanische Justizministerium (Department of Justice) argumentierten, dass aus diesem Grund Elián zu seinem Vater nach Kuba zurückkehren solle.
Die Debatte wurde hochgradig polarisierend geführt und Eliáns Zuhause in Miami wurde zum Schauplatz eines riesigen Medienrummels. Fast den ganzen Frühsommer 2000 über dominierte dieses Thema die amerikanischen Nachrichtensender.

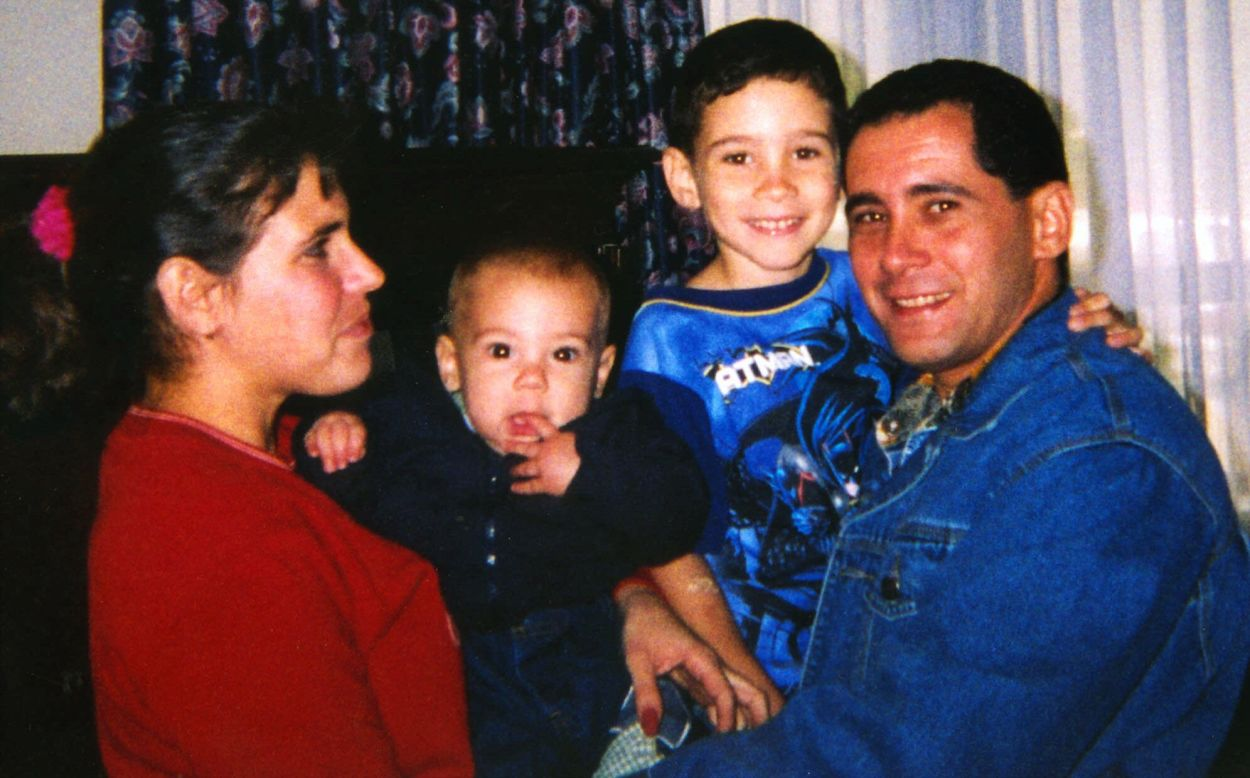
Elián (2. v. r.) wieder bei seinem Vater

Der Fall gelangte schließlich bis vor den amerikanischen Kongress und das US-Bundesgericht. Nachdem der Supreme Court der USA sich geweigert hatte, Eliáns Verwandte in Miami anzuhören, weigerten diese sich, Elián an die Behörden zu übergeben. Am 22. April 2000 stürmten Spezialeinheiten der Grenzschutzpolizei das Haus seines Großonkels, um Elián zu ergreifen. Dies wurde in einer später mit dem Pulitzer-Preis ausgezeichneten Fotografie dokumentiert, die zeigt, wie ein Polizist in Kampfausrüstung eine Maschinenpistole auf Elián und einen Betreuer richtet, der den Jungen auf dem Arm hält. Die Aktion löste eine kurze, aber heftige politische Auseinandersetzung darüber aus, ob ein Durchsuchungsbeschluss den Einsatz von Waffengewalt legitimiere.
Nach der Wiedervereinigung mit seinem Vater in Washington, D.C., kehrte Elián im Juni 2000 mit ihm nach Kuba zurück.

## Nach der Rückkehr nach Kuba

### Kindheit und Jugend
Die kubanische Regierung versuchte Elián González von Beginn an als Propagandaaushängeschild zu gebrauchen. Eliáns Vater Juan Miguel González, seit 1991 Mitglied der Kommunistischen Partei, erhielt als Auszeichnung für sein Verhalten während der Auseinandersetzung um seinen Sohn im Juli 2000 aus den Händen Fidel Castros den Carlos-Manuel-de-Céspedes-Orden des kubanischen Staatsrates. Er blieb weiterhin im selben Gastronomiebetrieb in Varadero angestellt, in dem er seit 1990 arbeitete. Die kubanischen Medien berichteten in den auf Eliáns Rückkehr folgenden Jahren regelmäßig über die Geburtstagsglückwünsche des Staatspräsidenten Fidel Castro, die dieser entweder am Wohnort des Jungen in Cárdenas oder telefonisch übermittelte. Bei der öffentlichen Geburtstagsfeier 2006 wurde der Staatspräsident krankheitsbedingt von seinem Bruder Raúl und Parlamentspräsident Ricardo Alarcón vertreten. Eliáns sechster Geburtstag am 6. Dezember 1999 wurde von der Regierung gleichzeitig als Startpunkt der sogenannten „Schlacht der Ideen“ (Batalla de ideas) betrachtet, einer von Fidel Castro ausgerufenen Kampagne ideologischer Mobilisierung, die mit der Einrichtung von mächtigen Parallelstrukturen zu den offiziellen Institutionen des Staates einherging, die jedoch nach der Übernahme der Amtsgeschäfte durch Raúl Castro bald stillschweigend abgewickelt wurden.
Die von der US-Regierung im Einklang mit der Justiz getroffene Entscheidung für die Übergabe Eliáns an seinen Vater wurde von großen Teilen der Öffentlichkeit in den USA abgelehnt. Am umstrittensten war sie bei den Exilkubanern in Südflorida, die in ihrer Ablehnung vom Gouverneur des Staates Florida, Jeb Bush, unterstützt wurden. Bei den ein halbes Jahr nach der Ausreise Eliáns abgehaltenen Präsidentschaftswahlen sorgten 537 von 5,9 Millionen gültigen Stimmen im Staat Florida für die Wahlentscheidung und führten zur Niederlage des Kandidaten der Demokratischen Partei und bisherigen Vizepräsidenten Al Gore gegen den Bruder des Gouverneurs, den für die Republikanische Partei kandidierenden späteren Präsidenten George W. Bush.
Im Juni 2008 wurde Elián González Mitglied des Kommunistischen Jugendverbandes UJC, der Jugendorganisation der Kommunistischen Partei Kubas. Er strebte eine Karriere beim kubanischen Militär an. Zum zehnten Jahrestag seiner Rückkehr nach Kuba veranstaltete die Staatsführung 2010 in einer Kirche von Havanna eine Gedenkfeier, an der González neben Staatspräsident Raúl Castro teilnahm und eine kurze Ansprache hielt.

### Stärkere Medienpräsenz ab 2013
Seit 2013 steht Elián González als prominenter Unterstützer der kubanischen Regierung verstärkt in der Öffentlichkeit und ist im Vergleich zu früheren Jahren deutlich häufiger Gegenstand der Berichterstattung. González’ Vater hielt ab 2013 für zwei Legislaturperioden ein Abgeordnetenmandat in der halbjährlich tagenden kubanischen Nationalversammlung inne. Im November 2013 berichteten die staatlichen kubanischen Medien über einen Auftritt Elián González’, der inzwischen Industrieingenieurwesen studierte, als Ehrengast des Jugend- und Studentenfestivals seiner Heimatprovinz Matanzas. Er hielt dort eine die offizielle Regierungslinie unterstützende Rede, in der er die US-amerikanische Kuba-Politik anprangerte, an seinen eigenen Fall erinnerte und Präsident Obama zur Freilassung der verbliebenen vier Mitarbeiter des kubanischen Geheimdienstes aufforderte, die als Teil der sogenannten Miami Five seit 1998 u. a. wegen Spionage inhaftiert waren. Anfang Dezember 2013 erschien ein ausführliches Interview, das er Journalismus-Studenten seiner Universität gab, und in dem er seine Bewunderung für Fidel Castro hervorhob, der nicht nur für Kuba „alles“ bedeute, sondern der auch mehr für den Weltfrieden geleistet habe als jeder andere Mensch: „Ich habe keine Religion, aber wenn ich eine hätte, dann wäre Fidel mein Gott.“ Im selben Monat nahm er als Mitglied der kubanischen Delegation an den Weltfestspielen der Jugend und Studenten im ecuadorianischen Quito teil, wofür er zum ersten Mal seit seiner Rückkehr aus den USA eine Auslandsreise antrat, in deren Rahmen er unter anderem auch CNN en Español ein Interview gab.
Im April 2014 wurde González auf Vorschlag der UJC vom Staatsrat mit dem José-Antonio-Echevarría-Orden für nicht näher spezifizierte „vorbildliche Leistungen“ ausgezeichnet. Bei der Verleihungszeremonie hielt González stellvertretend für die insgesamt 19 ausgezeichneten Jugendlichen die Dankesrede. An seinem 21. Geburtstag am 6. Dezember 2014 wurde in Cárdenas ein erneuter Protestmarsch zur Freilassung der bis dahin noch verbliebenen drei Gefangenen der Miami Five organisiert, an dem Elián teilnahm. Nach deren kurz darauf im Zuge der diplomatischen Wiederannäherung zwischen der Regierungen Kubas und der USA vereinbarten Freilassung erschien González gemeinsam mit seinem Vater und den Miami Five am 20. Dezember 2014 zu deren ersten öffentlichen Auftritt in der Nationalversammlung, wo sie gemeinsam mit diesen eine erneute Würdigung erhielten. Staatspräsident Raúl Castro sprach ihn zum Abschluss seiner Rede vor dem Parlamentsplenum als „den kleinsten unserer Helden“ an und hob ihn als besonders vorbildlichen Staatsbürger hervor. Ende Dezember 2014 war González in Havanna Ehrengast der Galaveranstaltung zum 15. Jubiläum der politischen Rundfunksendung Mesa Redonda.
Im Januar 2015 trat González in der von Diego Maradona moderierten TV-Talkshow De Zurda des Senders TeleSUR auf, die in Havanna produziert wurde. Anlass für einen weiteren öffentlichen Auftritt González’ war im Februar 2015 die von der Präsidententochter Mariela Castro im Namen des von ihr geleiteten Nationalen Zentrums für Sexualerziehung (CENESEX) an González’ Vater und an seine Stiefmutter erstmals verliehene Auszeichnung El mayor amor („Die größte Liebe“). Elián hielt dabei eine Laudatio auf seine Eltern und erklärte dabei unter anderem, dass er bei einem Verbleib in den USA nicht die „Liebe des Volkes“ erfahren hätte. Ebenfalls im Februar hatte er einen Ehrenplatz in der ersten Reihe, als in der Nationalversammlung die Miami Five als „Helden der Republik“ ausgezeichnet wurden. Im März 2015 wurde González in den neu gebildeten Jugendausschuss Destacamento 55 Aniversario der Komitees zur Verteidigung der Revolution (CDR) gewählt, dessen Mitglieder für eine stärkere Akzeptanz der Massenorganisation unter Jugendlichen sorgen sollen.

### Späteres Leben
Im März 2023 wurde González in das kubanische Parlament gewählt. Er vertritt dort als Abgeordneter seine Heimatstadt Cárdenas. Für Kubas ökonomische Schwierigkeiten macht er hauptsächlich die USA und das durch sie verhängte Embargo gegen Kuba verantwortlich. Zu den Protesten im Jahr 2021 und den daraufhin verhängten teilweise drastischen Freiheitsstrafen gegen Demonstranten meint er, dass die Menschen zwar ein Recht hätten zu demonstrieren, bevor man aber den Staat verurteile, müsse man zuerst die aktuelle Krise analysieren.
Elián González ist Vater einer Tochter.

## Verschiedenes
Der Song Baby Elian von den Manic Street Preachers handelt von Elián González. Die Ereignisse flossen ebenfalls in die South-Park-Folge Opa macht die Oma tot ein.

## Filme
- Todo empezó por un niño, Dokumentarfilm, Kuba, 2014[27]
- Elián, Dokumentarfilm, USA, 2017[28]